# Postindustrijsko društvo
Postindustrijsko društvo je faza koja slijedi industrijsko društvo. U post-industrijskim društvu udio sektora usluge znanosti i obrazovanja, za temeljne tehnološke promjene, i sposobnost visoko specijaliziranih elita postaje odlučujuća.
Pojam "post-industrijskog društva" skovao je francuski sociolog Alain Touraine. Američki sociolog Daniel Bell ga je teorijski dalje razvio.
Prema Bellu, značajke postindustrijskog društva obuhvaćaju nekoliko ključnih dimenzija:
- - u sferi ekonomije to je preobrazba od proizvodnje dobara prema uslužnoj ekonomiji
- - u strukturi zanimanja to je sve veći značaj profesionalaca, stručnjaka i tehničara
- - u sferi znanja to je središnje mjesto teorijskoga znanja kao izvora inovacija i oblikovanja političkih odluka u društvu
- - orijentacija prema budućnosti: kontrola tehnologije
- - odlučivanje: stvaranje novih "intelektualnih tehnologija"

## Vanjske poveznice
- Članak "Tranzicija u informacijsko društvo" u vjesniku[neaktivna poveznica]